# Parafia św. Jana Kantego w Przyborowie
Parafia św. Jana Kantego w Przyborowie – parafia rzymskokatolicka, znajdująca się w diecezji tarnowskiej, w dekanacie Szczepanów.